# Halmstadi repülőtér
A Halmstadi repülőtér (IATA: HAD, ICAO: ESMT) Svédország egyik nemzetközi repülőtere, amely Halmstad község közelében található. Éves utasforgalma 76 517 fő (2022).

## Futópályák
A repülőtér futópályái:
- 01/19 (2261 m, 45 m, aszfalt)

## Forgalom
Az utasforgalom az elmúlt években az alábbi módon változott:
| Utasok száma | 111 651 | 114 864 | 92 697 | 104 755 | 116 219 | 126 147 | 122 914 | 134 916 | 31 584 | 76 517 |
|              | 2005    | 2007    | 2009   | 2011    | 2013    | 2014    | 2016    | 2018    | 2020   | 2022   |